# Elefantes
Elefantes és un grup de música pop-rock originari de Barcelona, format l'any 1995. Està integrat per Shuarma (cantant i compositor), Jordi Ramiro (bateria), Julio Cascán (baixista).

## Discografia

### EPs
- Elefantes  - (1996)

### Àlbums
- El hombre pez  - (1998)
- Azul  - (EMI, 2000)
- Azul en acústico  - (EMI, 2001)
- La forma de mover tus manos  - (EMI, 2003)
- La forma de mover tus manos y otros paisajes  - (EMI, 2004) - (CD|Doble CD)
- Somos nubes blancas  - (EMI, 2005)
- Gracias  - (EMI, 2006) - (CD|Doble CD recopilatori + DVD (Concert + Videoclips))
- El rinoceronte - (Warner, 2014)
- Nueve canciones de amor y una de esperanza  - (Warner, 2016)
- La Primera Luz del Día  - (Warner, 2018)

### Singles
- El hombre pez  - (AZ, 1998)
- Azul  - (EMI, 2001)
- Piedad  - (EMI, 2001)
- Se me va  - ([EMI, 2001)
- Me gustaría poder hacerte feliz  (single promocional EMI, 2001)
- Me falta el aliento  - (single promocional EMI, 2003)
- Que yo no lo sabía  - (single promocional EMI, 2003)
- Que yo no lo sabía, con Antonio Vega  - (single promocional EMI, 2003)
- Tan difícil como amar  - (single promocional EMI, 2003)
- Al olvido  - (single promocional EMI, 2004)
- Somos nubes blancas  - (single promocional EMI, 2004)
- Abre más ancho el camino  - (single promocional EMI, 2004)

## Nominacions i premis
- 2013 - Premi Global de la Música Aragonesa.[1]
- 2014 - Premis Grammy Llatins - Nominats millor disc de Pop-rock per "El Rinoceronte".[2]